# Jacob Snider
Jacob Snider (01 de janeiro de 1811 Montgomery, Geórgia, Estados Unidos — 25 de outubro de 1866 (55 anos) Londres, Inglaterra), foi um engenheiro mecânico, armeiro e inventor americano que inventou e patenteou um método de converter os fuzis por antecarga existentes em fuzis por retrocarga, notadamente o Snider–Enfield introdizido pelo Exército Britânico.

## Biografia
Quando Snider era o arquivista de uma escola para cegos na Filadélfia, ele imprimiu um livro em relevo em novembro de 1833. Este é o primeiro livro conhecido em Braille nos Estados Unidos. Como o processo de impressão era complexo, ele imprimiu apenas 40 peças. Ele ganhava a vida como comerciante de vinho na Filadélfia.
Em março de 1859, Snider foi para a Inglaterra como representante de vendas do rifle "Montgomery Storm" (abreviadamente chamado de "Mont Storm Rifle"). O "Mont Storm Rifle" era um rifle por retrocarga, mas precisava de uma espoleta de percussão separada. Snider apresentou o rifle ao "War Office", que, após várias discussões, fez elogios à arma, mas não tomou nenhuma decisão. Já em 1859, Snider foi a Paris para apresentar o "Mont Storm". Lá ele foi apoiado pelo prícipe Napoléon Lucien Murat. O imperador francês Napoleão III mandou o armeiro Gastinne Renette examinar o rifle; os testes realizados não foram satisfatórios. Mesmo que Snider não tenha conseguido fechar um acordo com a França, a viagem deu-lhe novas ideias. Por exemplo, ele teve a oportunidade de inspecionar a carabina de retrocarga "Mousqueton des Cent Gardes".

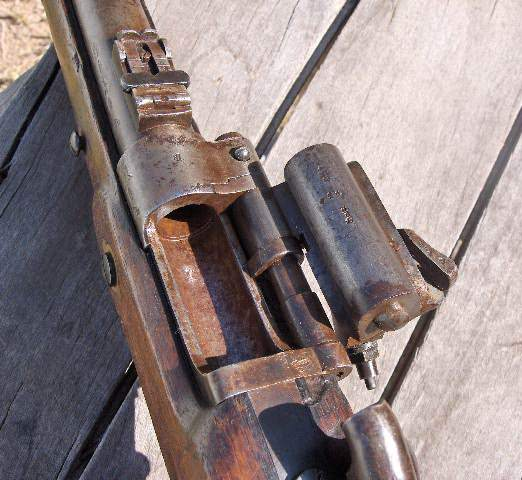
Culatra do Snider–Enfield,
a principal invenção de Snider.

Em agosto de 1860, Snider apresentou seu próprio projeto, que era fundamentalmente diferente do rifle "Mont Storm", ao "Ordnance Select Committee" Britânico; o comitê ficou positivamente impressionado. Não está claro quanto trabalho intelectual de Snider e quanto de Françoise Eugène Schneider, um armeiro de Estrasburgo, foi dedicado a este projeto. Schneider registrou uma patente correspondente na França em 4 de outubro de 1860. De qualquer forma, Snider e Schneider se conheciam bem. Quando Snider estava em Paris em 1861, ele conseguiu um contrato para Schneider com a "George H. Daw", um fabricante de munições de Londres. Schneider vendeu os direitos de uso de suas patentes na Inglaterra para a Daw. As patentes incluíam cartuchos de fogo central e, o mais tarde polêmico, "rifle de retrocarga". Schneider veio para a Inglaterra e trabalhou para Daw. Em 1862, Snider e Schneider entraram com um pedido de patente conjunta para um aperfeiçoamento em rifles de carregamento por culatra. A Daw não aprovou a patente porque, em sua opinião, ela tinha direito à patente. Snider pagou a Schneider £ 100.
Snider tinha poucos recursos financeiros e vivia de maneira muito frugal, o que não era bom para sua saúde debilitada. Além das armas, Snider tinha outros projetos. Ele enviou parte do dinheiro que ganhou para casa. O interesse de Snider não se limitou apenas aos rifles; Em 1861, ele apresentou uma patente para armas.
Em 1864, houve um novo ímpeto na possibilidade de uso do rifle de Snider; o "War Office" anunciou um prêmio de £ 5.000 pela conversão de fuzis de antecarga Enfield em fuzis de retrocarga. Snider' participou com seu projeto, ele também registrou várias patentes para armas de carregamento por culatra naquele ano (Nr. 869 em 7 de Abril, Nr. 2741 em 5 de Novembro e Nr. 2912 em 22 de Novembro). O rifle foi avaliado positivamente; Em fevereiro de 1865, descobriu-se durante os testes de tiro que a munição era de má qualidade e as especificações exigidas, de precisão e limites de falha não foram atendidas. O "Ordnance Select Committee" decidiu testar o rifle novamente quando munição melhor estivesse disponível. O comitê acabou escolhendo o "Mont Storm Rifle" como o vencedor, mas decidiu contra ele por causa da munição cara com a espoleta de percussão separada. Snider teve uma segunda chance, mas era impossível para ele produzir munição melhor com seus próprios recursos. A munição deveria vir da Daw, mas as desavenças acabaram com essa cooperação e Snider abordou o fabricante de munições Eley Brothers. Em novembro de 1865, a Daw agiu com sucesso contra os cartuchos produzidos pela Eley Brothers por violações de patentes. A Eley Brothers foi forçada a assinar uma cooperação com Edward Mounier Boxer. O "Ordnance Select Committee" repetiu os testes usando o cartucho .577 Snider desenvolvido por Boxer. Em 23 de maio de 1866, o comitê recomendou a introdução do rifle Snider, e o Exército Britânico aprovou em 5 de julho. Snider ficou horrorizado ao descobrir que não estava sendo devidamente compensado. Sua patente não teve efeito legal contra a Monarquia britânica como Comandante-em-Chefe das Forças Armadas. Do prêmio em dinheiro de £ 5.000, apenas £ 1.000 foram aprovados com base no fato de que o rifle ainda podia ser um fracasso. Snider teve que usar todo esse dinheiro para pagar as dívidas acumuladas. Em setembro de 1866, o War Office rompeu relações comerciais com Snider. Debilitado pela doença, Snider foi incapaz de se defender adequadamente.
Em 9 de julho, Snider teve seu primeiro derrame, em 25 de outubro, o segundo, de cujas consequências morreu. Snider foi enterrado no cemitério Kensal Green. Ele deixou esposa e vários filhos. Seu filho, John Vaughan Snider, também era um inventor, e ele entrou com uma ação legal contra o governo britânico tendo como causa, a justa compensação de seu pai.